# Andreï Ivanovitch Gortchakov

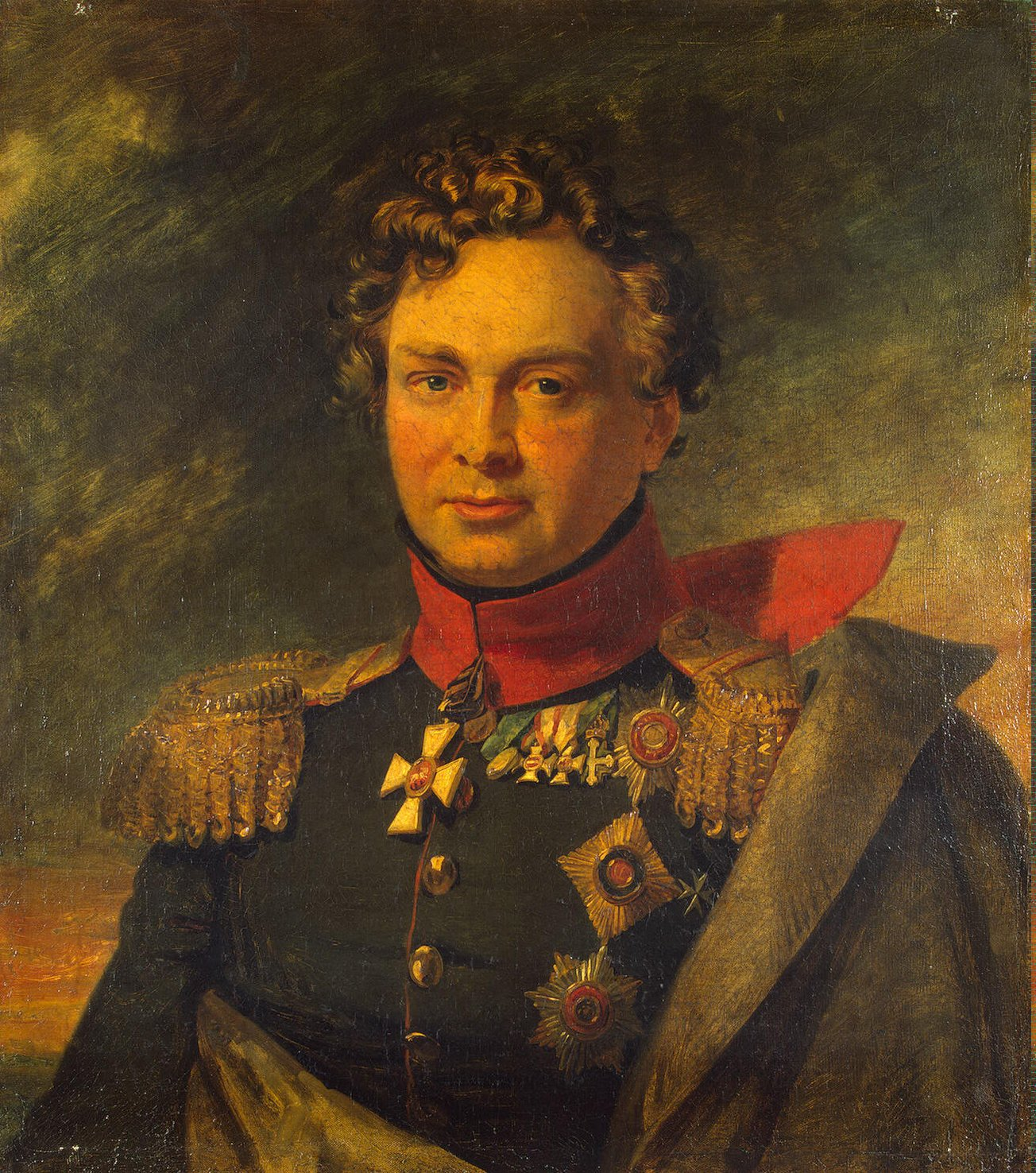
Andreï Ivanovitch Gortchakov par George Dawe.

Andreï Ivanovitch Gortchakov (en russe : Андрей Иванович Горчавов, né en 1779 à Moscou, mort le 11 février 1855 là-même) était un général d'infanterie russe et un commandant important lors des guerres napoléoniennes.

## Biographie
Andreï Ivanovitch Gortchakov est issu de la famille princière des Gortchakov et est le fils du prince Ivan Romanovitch Gortchakov et d'Anna Souvorova. Il est le neveu (par sa mère) du maréchal A. V. Souvorov et le frère d'Alekseï Ivanovitch Gortchakov (1769-1817), général et ministre de la guerre. Dès l'âge de deux ans il est inscrit auprès de la Garde pour son service militaire. Le 1er janvier 1793, il entre au service militaire actif en tant qu'enseigne du régiment Préobrajensky de la garde. En 1797, il reçoit le grade de lieutenant-colonel et devient l'adjudant du tsar Paul Ier. Le 12 février 1798, sur ordre personnel du monarque, il se rend auprès de Souvorov en exil et lui demande de rentrer à Saint-Pétersbourg pour se réconcilier. Ayant obtenu l'accord de son oncle, Gortchakov a œuvré comme médiateur lors de la réconciliation. En avril 1798, il est promu colonel et, le 25 mars 1798, nommé général de division.
Gortchakov accompagne Souvorov en 1799 pendant la campagne dans le nord de l'Italie et en Suisse a reçoit son baptême du feu lors de la prise de Brescia. Pour les combats sur la rivière Adda il reçoit l'Ordre de Sainte-Anne de 1re classe. L'assaut de la forteresse de Tortone lui vaut l'Ordre de Saint-Jean de Jérusalem. Puis il s'illustre dans les batailles de la Trebbia et de Novi, où il empêche avec ses grenadiers les Français d'attaquer les flancs russes. Pour sa bravoure, il a reçu l'Ordre de Saint-Alexandre Nevski avec diamants. Il est promu lieutenant-général le 11 février 1800 pour son action lors de la traversée des Alpes et de passage du col du Saint-Gothard et est nommé chef du régiment de mousquetaires Nevski le 8 mars de la même année. Le 17 février 1803, il prend le commandement du régiment des mousquetaires Tambov. Le 17 août 1805, il est nommé inspecteur des garnisons de Moscou, conservant son poste de chef du régiment des mousquetaires de Tambov.
En 1806, il dirige la formation de la 18e division d'infanterie à Kalouga et la commande lors de la campagne de 1807 en province de Prusse-Orientale. Il mène une attaque contre les Français lors de la bataille d'Heilsberg et prend le commandement à la fin de la bataille à la place de Bennigsen. Pendant la bataille de Friedland (1807), il est chargé de diriger l'aile droite avec les 3e, 4e, 6e et 7e divisions d'infanterie et une division de cavalerie. Après avoir initialement repoussé toutes les attaques de l'ennemi et il se retire en bon ordre avec ses troupes.
Lors de la campagne de 1809, ses troupes font partie de l'armée russe dirigée par le prince S. Galitsine en Galicie, qui prend part aux hostilités contre l'Autriche. Dans une lettre secrète à l'archiduc Ferdinand, il exprime son aversion personnelle pour l'opération. Ses lettres ont été interceptées par les services secrets français et initialement punies par le tsar avec l'interdiction d'assister aux services religieux à Moscou et à Saint-Pétersbourg. Traduit devant un tribunal militaire il est renvoyé de l'armée le 29 septembre 1809.
Après le déclenchement de la « guerre patriotique », Gortchakov est autorisé à reprendre du service en juillet 1812 et dirige un corps de la 2e armée occidentale. Il prend initialement le commandement de l'avant-garde (27e division, 2e division de grenadiers et cavalerie de milice avec environ 11 000 hommes) pour défendre les positions dans le village de Chevardino. À la bataille de la Moskova (7 septembre) il commande toute l'aile gauche sous le prince Bagration. Gravement blessé lors de la contre-attaque du 8e corps d'infanterie sur les Flèches il est par la suite décoré de l'Ordre de Saint-Georges de 3e classe. Après son rétablissement, il reprend le service actif en janvier 1813 et commande à nouveau le 8e corps d'infanterie. En juin 1813, il change de poste et devient commandant du 1er corps d'infanterie. Ses troupes combattent dans la bataille de Dresde et pour la retraite de son arrière-garde, il a reçoit un sabre honorifique avec des diamants et l'inscription « Pour bravoure ». Lors de la bataille de Leipzig (16-19 octobre 1813) son corps déployé dans la section sud faisait partie de l'armée de Bohême principale.
Du 18 décembre 1813 au 2 janvier 1814, ses troupes assiègent la forteresse de Kehl puis participent aux batailles de Brienne, La Rothière, Bar-sur-Aube, Troyes, Arcis-sur-Aube et Fère-Champenoise. Lors des combats à Paris le 19 mars, il commande un corps qui attaque la position de Vincennes au centre des Français et contribue à la chute de Belleville. Pour cette action il a reçoit l'Ordre de Saint-Georges de 2e classe le même jour.
En juin 1814, il devient commandant du 3e corps d'infanterie et, en août, commandant du 7e corps d'infanterie. En 1817, il est nommé membre du Conseil d'État et, le 1er janvier 1819, promu général d'infanterie. Le 14 janvier 1819, il dirige le 3e corps d'infanterie et à partir du 19 février 1820 le 2e corps d'infanterie. Le 9 septembre 1826 il démissionne de l'armée pour soigner une maladie et a vécu à Moscou.
Il est meurt à Moscou en 1855 et est enterré au monastère Donskoï.